# 长安土家族乡
长安土家族乡是中华人民共和国重庆市奉节县下辖的一个民族乡。

## 行政区划
长安土家族乡下辖以下村级行政区划单位：
五坝村、新和村、九里村、川前村、八角村、石罐村、西槽村和歇马村。